# Глибоководний горизонт
«Глибоководний горизонт» (англ. Deepwater Horizon) — американський драматичний фільм-катастрофа, знятий Пітером Бергом. Прем'єра стрічки в Україні відбулася 29 вересня 2016 року. Фільм розповідає про наслідки вибуху нафтової платформи Deepwater Horizon, що стався у 2010 році в Мексиканській затоці.

## У ролях
- Марк Волберг — Майк Вільямс
- Курт Расселл — Джиммі Харрел
- Джон Малкович — Едвард
- Джина Родрігес — Андреа Флейтас
- Ділан О'Браєн — Калеб Геллоуей
- Кейт Гадсон — Феліція Вільямс
- Ітан Саплі — Джейсон Андерсон
- Дж. Д. Евермор — Дьюї А. Реветт

## Виробництво
Зйомки фільму почались 27 квітня 2015 року в Новому Орлеані.

## Нагороди й номінації
| Список нагород і номінацій | Список нагород і номінацій | Список нагород і номінацій | Список нагород і номінацій                                   | Список нагород і номінацій | Список нагород і номінацій |
| Кінопремія                 | Дата церемонії             | Категорія                  | Номінант(и)                                                  | Результат                  | Дж                         |
| -------------------------- | -------------------------- | -------------------------- | ------------------------------------------------------------ | -------------------------- | -------------------------- |
| Премія БАФТА               | 12 лютого 2017             | Найкращий звук             | Дрор Могар, Девід Вайман, Майк Прествуд Сміт, Вайлі Стейтмен | Номінація                  | [ 2 ]                      |
| Премія «Оскар»             | 26 лютого 2017             | Найкращий звук             | Дрор Могар, Девід Вайман, Майк Прествуд Сміт, Вайлі Стейтмен | Номінація                  | [ 3 ]                      |
| Премія «Оскар»             | 26 лютого 2017             | Найкращі візуальні ефекти  | Craig Hammack, Jason Snell, Jason Billington та Burt Dalton  | Номінація                  | [ 3 ]                      |